# Tors del Belvedere
L'anomenat tors del Belvedere és un fragment de l'estàtua d'un nu masculí signat per l'escultor atenès Apol·loni d'Atenes. L'escultura va ser descoberta a la plaça del Campo de' Fiori de la ciutat de Roma durant el papat de Juli II (1503-1513). Es creia que es tractava d'un original del segle i aC, però actualment s'estima que es tracta d'una còpia d'una estàtua més antiga, probablement datada del segle ii aC.
L'estàtua sembla que representa una figura humana sobre un animal, tot i que el qui hi és representat exactament encara es discuteix: és possible que sigui Hèrcules, Polifem o Màrsies, entre d'altres. La posició retorta del tors i la seva extraordinàriament ben representada musculatura va tenir una gran influència en artistes posteriors (incloent-hi Miquel Àngel i Rafael) del Renaixement, el manierisme i el barroc.
Avui dia, l'estàtua forma part de la col·lecció del Museu Pius-Clementí dels Museus Vaticans. El qualificatiu del Belvedere deriva del Cortile del Belvedere, pati dissenyat per Bramante, on es va exposar l'estàtua originàriament. Aquest tors no s'ha de confondre amb el també famós Apol·lo del Belvedere, pertanyent a la mateixa col·lecció museística.